# Marilyn & John
"Marilyn & John" é o terceiro single da cantora francesa Vanessa Paradis. Ele foi lançado em junho de 1988 e é o 2º single de seu álbum de estreia M & J.
O canção faz referência ao suposto romance entre Marilyn Monroe e John F. Kennedy. Vanessa é, desde sua infância, fã da atriz americana.
No Brasil, a canção ficou conhecida na voz de Angélica com uma versão em português, "Passageiro do amor".

## Lançamento
A canção foi enviada em abril de 1988 às rádios, mas só foi comercializada no início de junho, por conta do atraso do lançamento do álbum M & J.
Por conta do sucesso mundial de "Joe le taxi", "Marilyn & John" foi lançada em toda a Europa, no Japão e no Canadá, onde fez um enorme sucesso.

## Versões
"Marilyn & John" existe em versão francesa e inglesa. A versão francesa está em todas as edições do single e do álbum M & J. A versão inglesa está no álbum M & J, assim como em algumas edições do single fora da França. A Inglaterra é o único país onde a versão inglesa aparece no lado A do single. Na Alemanha e Itália, ela aparece no lado B, no lugar de "Soldat".
A canção fez parte de 3 turnês de Vanessa. Em 1993, na Natural High Tour, em versão reggae na Bliss Tour de 2001, e também foi incluída na coletâna de 2009, Best of, uma versão acústica que foi apresentada ao vivo pela primeira vez no show em La Cigale no dia 22 de novembro do mesmo ano. A versão acústica virou single e foi incluída na turnê acústica de Vanessa, a Concert Acoustique Tour, entre 2010 e 2011.

## Covers
- Angélica (Brasil - versão em português "Passageiro do amor")
- Lorie (França - versão ao vivo no CD e DVD Les Enfoirés dans l'espace)

## Desempenho
| Chart (1988)           | Melhor posição |
| ---------------------- | -------------- |
| French Singles Chart   | 5              |
| Canadian Singles Chart | 4              |
| German Singles Chart   | 35             |
| Italian Singles Chart  | 23             |

## Certificados
| Ano  | País   | Certificador | Certificado | Vendas  |
| ---- | ------ | ------------ | ----------- | ------- |
| 1988 | França | SNEP         | Prata       | 350 mil |